# Zimnicea

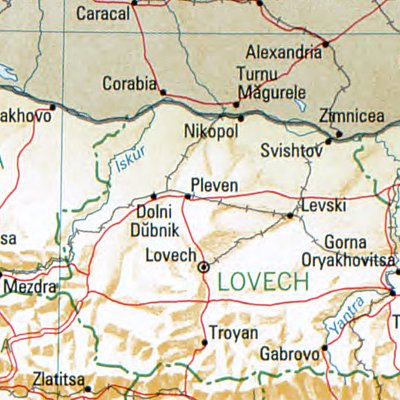
Lage von Zimnicea

Zimnicea (früher Simnitza) ist eine Kleinstadt im rumänischen Kreis Teleorman an der Staatsgrenze zu Bulgarien.

## Geografische Lage
Zimnicea ist die südlichste Stadt Rumäniens. Sie liegt rund 2 km nördlich der Donau gegenüber von Swischtow.

## Geschichte
Nahe Zimnicea liegt die älteste geto-dakische Festung der Großen Walachei (5. bis 6. Jahrhundert v. Chr.). Der Ort ist heute eine archäologische Ausgrabungsstätte.
Im Russisch-Osmanischen Krieg (1877–1878) ging die russische Hauptarmee bei Zimnicea über die Donau und vertrieb nach hartem Kampf die schwache türkische Armee.
Im März 1977 wurden 80 % der Stadt durch ein großes Erdbeben zerstört. In den Folgejahren erfolgte der Wiederaufbau.

## Bevölkerung
Einwohnerentwicklung von 1834 bis 2021.
| Jahr | Einwohner |
| ---- | --------- |
| 1834 | 03.000    |
| 1977 | 14.000    |
| 2002 | 15.672    |
| 2011 | 14.058    |
| 2021 | 12.589    |

## Städtepartnerschaften
Zimnicea unterhält eine Partnerschaft mit der Stadt Bouaké in der Elfenbeinküste.